# زمین‌لرزه ۱۹۹۶ راکی مانتن هاوس
زمین‌لرزه راکی مانتن هاوس  در تاریخ ۱۹ اکتبر ۱۹۹۶ میلادی، برابر با ‎۲۸ مهر ۱۳۷۵، ساعت ۰۷:۴۴:۵۴٫۲۷ به زمان یوتی‌سی در کانادا ، منطقه راکی مانتن هاوس رخ داد. بزرگی آن ۳٫۸ در مقیاس Mw بدست آمده‌است.
بیشینهٔ شدت آن در مقیاس مرکالی، V-IV (Strong-Rather Strong) اعلام شده‌است.